# تپه رهوت گاه
تپه رهوت گاه مربوط به دوران‌های تاریخی پس از اسلام است و در شهرستان هرسین، روستای چناران واقع شده و این اثر در تاریخ ۱۰ دی ۱۳۸۱ با شمارهٔ ثبت ۷۰۰۱ به‌عنوان یکی از آثار ملی ایران به ثبت رسیده است.